# Loksim3D
Loksim3D ist eine Zugsimulation, mit der der Bahnbetrieb vor allem auf Eisenbahnstrecken in Deutschland am Computer dargestellt werden kann. Das Programm ist Freeware und wurde ohne kommerzielle Ziele entwickelt.

## Entstehung und Funktionen
Loksim3D legt vorrangig hohen Wert auf eine möglichst realitätsgetreue Steuerung der Züge. Neben der entsprechenden Darstellung des Führerstandes werden dabei insbesondere die Sicherungseinrichtungen wie z. B. Indusi/PZB, LZB und Sifa nachgebildet – diese müssen entsprechend den realen Bedingungen bedient werden. Je nach Triebfahrzeug werden unterschiedliche Bauarten der Sifa, LZB, Indusi und/oder PZB nachgebildet. Für die Nachbildung von tschechischen, schweizerischen oder französischen Strecken und Triebfahrzeugen werden auch die entsprechenden Sicherungssysteme unterstützt.
Ergänzend werden die physikalischen Parameter berücksichtigt, wodurch beispielsweise Schlupf simuliert werden kann. Die grafische Darstellung der Landschaft steht nicht im Vordergrund, ist aber dennoch bei einigen Strecken sehr detailliert. Außenansichten werden in der laufenden Simulation nicht dargestellt, die Sicht bleibt entsprechend der Realität auf den Blick aus dem Führerstand beschränkt. Ein Fahrtenschreiber zeichnet die Fahrt auf, seine Aufzeichnungen können auf Wunsch in einer XML-Datei gespeichert werden. Diese enthält zusätzlich eine Bewertung in Form eines prozentualen Werts, der auf Geschwindigkeitsüberschreitungen, Anzahl der Zwangsbremsungen, Pünktlichkeit usw. basiert.
Loksim3D kann auch Nebel- und Nachtfahrten simulieren. Bewegte Streckenobjekte sind derzeit nicht möglich. Verschneite Landschaften können durch Wahl entsprechender Texturen dargestellt werden und ab Version 2.8.2 ist auch Schneefall möglich. Neben Normalspur sind auch alle anderen Spurweiten simulierbar. Ab Version 2.8.3 wird bei Tunneldurchfahrten, unter Brücken oder in der Nacht/Dämmerung der Führerstand dunkel überblendet.

## Download und Add-ons
Zum Programm existiert eine Website, auf der das Programm sowie Strecken, Fahrzeuge und sonstige Add-ons heruntergeladen werden können.
Mit einem Editor können Benutzer selbst Führerstände, Strecken, Fahrpläne und Objekte entwerfen, die sie dann oft anderen auf der Loksim3D-Website zur Verfügung stellen. Der Editor kann dazu Pakete in dem auf ZIP basierenden programmeigenen Dateiformat oder als ZIP-Dateien erzeugen, was Upload, Download und Installation erleichtert. Das Programm erkennt bei der Installation die entsprechenden Verzeichnisse.
Neue Downloads durchlaufen üblicherweise zunächst einen Betatest, bevor sie freigegeben werden. Einige Add-ons werden teilweise nur auf der Website des Entwicklers zum Download angeboten, weil sie entweder den Betatest nicht bestanden haben, noch nicht fertiggestellt sind oder verjährt sind.
Alle in der Simulation verwendeten Dateien (3D-Objekte, Führerstände usw.) basieren auf dem XML-Format, was die Erstellung von Zusatzsoftware erleichtert, die dieses Format verarbeitet. Ab Version 2.9 ist es auch möglich, externe 3D-Objektmodellformate zu verwenden oder diese ins Loksim-Format zu konvertieren. In einer umfangreichen Dokumentation werden alle Anpassungen ab der Version 2.7 aufgelistet und teilweise beschrieben.
Eine Strecke wird zunächst im Editor angelegt und dann um Signalanlagen, Haltepunkte und andere Eigenschaften ergänzt. Dazu kommen die Topographie und Objekte wie Häuser, Bewuchs usw. Auf Basis der Strecke wird eine Kursbuchstrecke als zu fahrende Route definiert. In dieser KBS-Datei werden die zu befahrenden Gleise festgelegt. Im dritten Schritt wird ein Fahrplan erstellt, der die Haltepunkte, Ankunfts- und Abfahrtszeiten sowie die Eigenschaften des Zuges beinhaltet. Weiter können im Editor Führerstände angelegt werden – hier werden neben einer Grafik des Führerstands auch die Bedienanzeigen und physikalischen Eigenschaften (Fahrstufen, Geschwindigkeit, Zugkraft usw.) definiert.

## Systemanforderungen
Die Simulation läuft unter Windows Vista bis Windows 10  ab ca. Pentium IV und ca. 2048 MB RAM, je nach Konfiguration und DirectX9-fähiger Grafikkarte. Für Nutzer von Windows XP wird die nicht mehr aktuelle Version 2.8.3 angeboten.

## Rezeption
Die Welt meint man wäre mit der Simulation „LokSim3D“ bestens bedient, wenn man eine virtuelle Lokomotive steuern will. Es gälte jedoch „eine Menge an Details und Einzelheiten der Lok im Blick zu behalten“. CNN Türk meint, dass mit LokSim3D ein Kindheitstraum wahr wird.

## Sonstiges
Es gibt ein Loksim-Entwickler- und Anwenderforum, in denen Probleme und Anregungen diskutiert werden.